# Fresno State Bulldogs
Fresno State Bulldogs (en español: Bulldogs de la Estatal de Fresno) es el equipo deportivo de la Universidad Estatal de California, Fresno. Los equipos de los Bulldogs participan en las competiciones universitarias organizadas por la NCAA, y forma parte de la Mountain West Conference desde 2012. 
Los deportes aprobados en esta universidad son; baloncesto, béisbol, fútbol americano, golf, tenis, atletismo, campo a través, equitación, fútbol, softbol y voleibol.

## Deportes
| Masculino        | Femenino       |
| ---------------- | -------------- |
| Béisbol          | Baloncesto     |
| Baloncesto       | Campo a través |
| Campo a través   | Hípica         |
| Fútbol americano | Golf           |
| Golf             | Lacrosse       |
| Tenis            | Fútbol         |
| Atletismo        | Softball       |
| Lucha            | Natación       |
|                  | Tenis          |
|                  | Atletismo      |
|                  | Voleibol       |
|                  | Waterpolo      |

### Fútbol americano

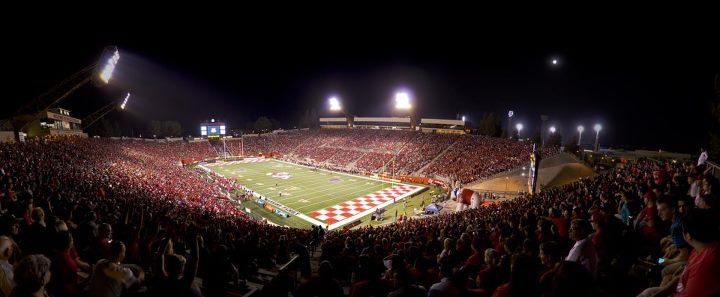
Bulldog Stadium

Los Bulldogs compiten en la Football Bowl Subdivision (FBS) de la NCAA, dentro de la Mountain West Conference. Fresno State tiene equipo de fútbol americano desde 1921, disputa sus encuentros en el Bulldog Stadium y ha ganado 27 títulos de conferencia.

### Baloncesto
A pesar de no haber logrado ningún campeonato NCAA, los Bulldogs han ganado 5 títulos de baloncesto de la Mountain West Conference, y han contado con un gran número de jugadores que luego han pasado por la NBA.
Notables baloncestistas como Melvin Ely, Rafer Alston y Paul George estudiaron en esta universidad.
Estos son los números retirados por la universidad de Fresno State, en su pabellón, el Save Mart Center, y que no pueden ser usados por ningún otro jugador de la universidad.
| Número | Jugador         | Años      |
| ------ | --------------- | --------- |
| 2      | Jerry Tarkanian | 1954–1955 |
| 24     | Paul George     | 2008–2010 |

## Palmarés
- Béisbol : 2008
- Sóftbol : 1998